# Franz Mesmer
Franz Anton Mesmer (/ˈmɛzmər/; alemão: [ˈmɛsmɐ] Iznang, 23 de maio de 1734 — Meersburg, 5 de março de 1815) foi um médico suábio e fundador da hipótese pseudocientífica do magnetismo animal chamada Mesmerismo. Foi definido por alguns, um charlatão, e ao mesmo tempo foi relatado como o percursor do primeiro movimento em larga escala a trazer atenção para o desenvolvimento do mundo acadêmico ocidental para os fenômenos paranormais sendo assim muito respeitado por outros. O método de Mesmer exerceu influência sobre a hipnose moderna, embora a ciência tenha descartado o "fluido magnético" teorizado por ele.

## Juventude e formação
Franz anton Mesmer nasceu em 23 de maio de 1734 em uma aldeia próxima ao lago de Constança, na Suábia, região que hoje pertence à Alemanha. Seus pais foram Franciscus Antonius Mesmer e Maria Ursula Michel, pertencente a uma importante família católica da região.[carece de fontes?] Em 1743, o jovem Mesmer foi encaminhado pelos pais ao monastério Reichenau, em Constança, onde, durante seis anos, estudou línguas, literatura clássica e música com os monges.[carece de fontes?]
Em 1750 ingressou na Universidade de Dillingen, na Baviera, da Companhia de Jesus, onde estudou filosofia por quatro anos, chegando ao doutorado. Ali passou a ler as obras de Galileu, Descartes, Leibniz, Kepler, Newton e outros.[carece de fontes?]
Em 1754, iniciou o curso de teologia na Universidade de Ingolstadt, também na Baviera. Cinco anos depois, em 1759, ingressou na Universidade de Viena, na Áustria, dedicando o seu primeiro ano nesta instituição ao estudo das leis. Transferiu-se, logo após, para o curso de medicina, que era considerado o melhor de seu gênero na Europa, então totalmente reformulado por Gerard van Swieten, discípulo de Boerhaave, o mais respeitado professor da época, conhecido como o "Hipócrates holandês".[carece de fontes?]
Após seis anos de estudo, a 27 de maio, conquistou o Doutorado com a dissertação Dissertatio physico-medica de planetarum influxu, sob a égide de Newton e talvez de Paracelso. Neste texto, que trata da influência dos planetas sobre o corpo humano, usou pela primeira vez o conceito de fluido universal.[carece de fontes?]

### Casamento e relação com a música
Mesmer casou-se com Maria Anna von Bosch, numa concorrida cerimônia, em 10 de janeiro de 1768, celebrada na Catedral de Santo Estêvão pelo arcebispo de Viena. O casal mudou-se para uma mansão em Landstrasse, onde promovia saraus musicais dos quais participavam personalidades como Mozart, Gluck, Haydn e outros.[carece de fontes?]
Ainda nesse ano, em outubro, estreou no teatro no jardim de sua residência, a primeira apresentação em Viena de uma ópera de Mozart. Apenas um menino de doze anos à época, o compositor apresentou seu primeiro singspiel em alemão: uma comédia popular, Bastien und Bastienne.[carece de fontes?]
Mais tarde, em 1790, Mesmer foi homenageado por Mozart, em sua ópera Così fan tutte. No final do primeiro ato, a personagem Despina, fantasiada de médico, imita Mesmer e seu tratamento.[carece de fontes?]

## Magnetismo animal
O primeiro tratamento por meio do magnetismo animal teve início em 1773. A paciente foi uma parente da esposa de Mesmer e amiga da família Mozart, Franziska Esterlina, uma senhorita de vinte e nove anos, bastante debilitada.[carece de fontes?]
Em 1775, com a pouca acolhida dada à sua descoberta, Mesmer determinou-se a nada mais realizar publicamente em Viena. Viajou para diversos países da Europa anunciando a sua descoberta. Visitou a Suábia, a Baviera, a Suíça e a Hungria, entre outros países. Publicou uma Carta ao povo de Frankfurt, que representa uma importante fase do desenvolvimento de sua teoria. Pela primeira vez definiu o magnetismo animal como sendo a capacidade de um indivíduo em causar efeitos similares ao magnetismo mineral em outra pessoa. Em 5 de janeiro, publicou em jornais e panfletos uma Carta a um médico estrangeiro, esclarecendo a terapia do magnetismo animal. Foi primeiramente endereçada ao médico Johann Christoph Unzer, de Altona. Em Munique, a 28 de novembro, foi aceito como membro da Academia do Eleitorado da Baviera.[carece de fontes?]
Em 1776, Mesmer deixou de fazer uso do ímã como simples condutor do magnetismo animal, para evitar mal-entendidos por parte dos médicos e físicos. Continuou a usar água, garrafas e barras de ferro. Publicou Cartas sobre a cura magnética, esclarecendo a sua tese de doutorado, e as enviou, como divulgação, a alguns médicos.[carece de fontes?]
No ano seguinte, Mesmer aceitou como paciente a famosa pianista Maria Theresia von Paradis, 'curando' sua cegueira e gerando controvérsias. Pouco tempo depois, porém, a cegueira de Maria Theresia voltou, e Mesmer precisou viajar para Paris.

### Tina de Baquet

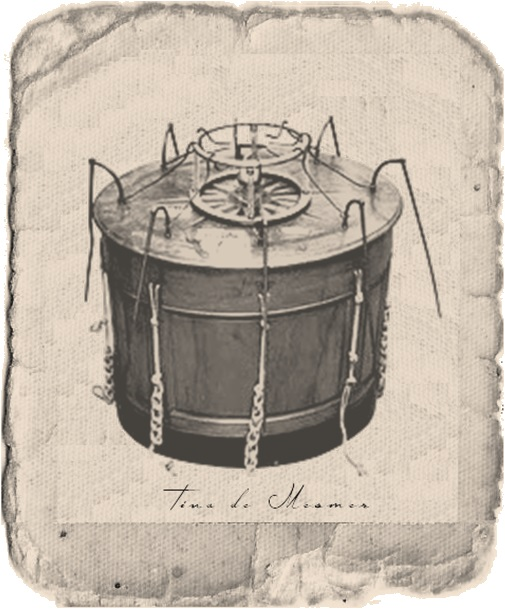
Tina de Mesmer

Um instrumento que Mesmer utilizou em seu consultório era a tina de Baquet ou tina de Mesmer, um cilindro de carvalho com tampa e buracos dos quais as hastes metálicas eram expostas para entrar em contato com os doentes. Na parte inferior da tina havia uma camada de vidro sinterizado e limalha de ferro, como base havia um alinhamento de garrafas cheias e simetricamente alojada, algumas apontando em direção ao centro, outros para a periferia, além de uma Garrafa de Leiden. Mesmer descrevia como transitório, e até irrelevante, o uso da tina em sua terapia. A tina reduzia relativamente seu problema causado pela falta de espaço em sua clínica em Paris na praça Vendôme.
Em abril de 1991 a revista brasileira Superinteressante trouxe a luz um artigo intitulado "A caixa polêmica de Mesmer", comentando que, "valendo-se de uma caixa de madeira cheia de água, limalha de ferro e vidro moído, com uma tampa cheia de furos, de onde saíam tiras de ferro que funcionava como ímãs, Mesmer supostamente provoca estranhas convulsões nos doentes." O artigo descreveu como o instrumento e a prática do médico foram investigados por duas comissões de cientistas do rei Luís XVI, em 1785, devido seu sucesso em Paris. A maioria dos cientistas condenaram as práticas de Mesmer, e "a magnetoterapia caiu em descrédito absoluto".

### Divulgação e rejeição pelas Sociedades Médicas
Na sua luta pela divulgação do magnetismo animal, Mesmer chegou a Paris, no mês de fevereiro de 1778 e começou a apresentar as suas descobertas para os sábios e os médicos daquela capital, retirando-se para a cidade de Creteil no mês de maio, juntamente com alguns doentes. Requisitou comissários da Sociedade Real de Medicina de Paris para que eles fiscalizassem as curas, o que foi recusado.[carece de fontes?]
No ano de 1779, após tentar em todas as Universidades, sem sucesso, um exame de seu sistema, publicou, em Paris um relato analítico da nova ciência: Memória sobre a descoberta do magnetismo animal.[carece de fontes?]
Em uma derradeira tentativa, propôs à Faculdade de Medicina de Paris, em 1780, um teste comparativo de seu método com a medicina tradicional. Em 18 de setembro, houve uma Assembleia Geral e, após uma leitura e um discurso, d'Eslon, seu discípulo, foi excluído do quadro dos médicos e as proposições de Mesmer foram rejeitadas com desdém e animosidade.[carece de fontes?]
Após esse incidente, em 1781, Mesmer publicou o que viria a ser a mais importante descrição histórica da ciência do magnetismo animal, intitulada Resumo histórico dos fatos relativos ao magnetismo animal.[carece de fontes?]
Em 20 de agosto de 1784, Mesmer enviou uma carta a Benjamin Franklin denunciando supostos equívocos da comissão nomeada para examinar d'Eslon, desautorizado para agir em seu nome, e a impropriedade do método adotado. O rei da França nomeou uma comissão de sábios da Academia de Ciências de Paris - Jean-Sylvain Bailly (1736-1793), Joseph-Ignace Guillotin (1738-1814), Benjamin Franklin (1706-1790), Antoine-Laurent Lavoiser (1743-1794) -, que em quatro meses concluiu que as proposições de Mesmer não passavam de imaginação e auto-sugestão dos pacientes, além de redigir um relatório secreto enviado à polícia que alertava para o ambiente potencialmente licencioso das clínicas mesmeristas. Uma outra comissão formada por médicos da Sociedade Real de Medicina também rejeitou a existência do magnetismo animal. Porém, um de seus membros, Jussieu, divergiu dos colegas, alegando que a comissão apenas substituiu uma explicação simples por outra.
Ainda nesse ano, Mesmer trocou cartas com George Washington, primeiro presidente dos Estados Unidos.[carece de fontes?]
Em 1785, alguns dos discípulos de Mesmer publicaram as anotações de suas aulas na forma de um livro intitulado Aforismos de Mesmer, apesar da desautorização do próprio Mesmer. Nesse ano, Mesmer abandonou Paris.[carece de fontes?]
Em 1786 Mesmer se torna "Imperador" na Gold-und Rosenkreuzer de Viena.
Em viagem a Zurique, Mesmer encontrou-se com o pastor Johann Kaspar Lavater, um entusiasta do magnetismo animal na Suíça.[carece de fontes?]
Em 15 de maio de 1790, a sua esposa faleceu de câncer no seio.[carece de fontes?]
De retorno a Viena, em 1793, foi preso pela polícia, pois estava sendo investigado por questões políticas, suspeito de ser favorável aos jacobinos. Liberado, ficou sob custódia até 5 de dezembro. Continuaria, porém, sendo observado pelas autoridades.[carece de fontes?]
Em 1796, Mesmer retornou a Paris, tendo residido no número 206 da rua Vendôme até 1801, quando mudou-se para Versalhes. Neste meio tempo, publicou, em 1799, Memória de F. A. Mesmer, doutor em medicina, sobre suas descobertas, considerada a sua principal obra, contendo o modelo teórico da terapia do magnetismo animal, sonambulismo provocado e lucidez sonambúlica. Foi o seu primeiro trabalho publicado em dezoito anos.[carece de fontes?]

## Derradeiros anos

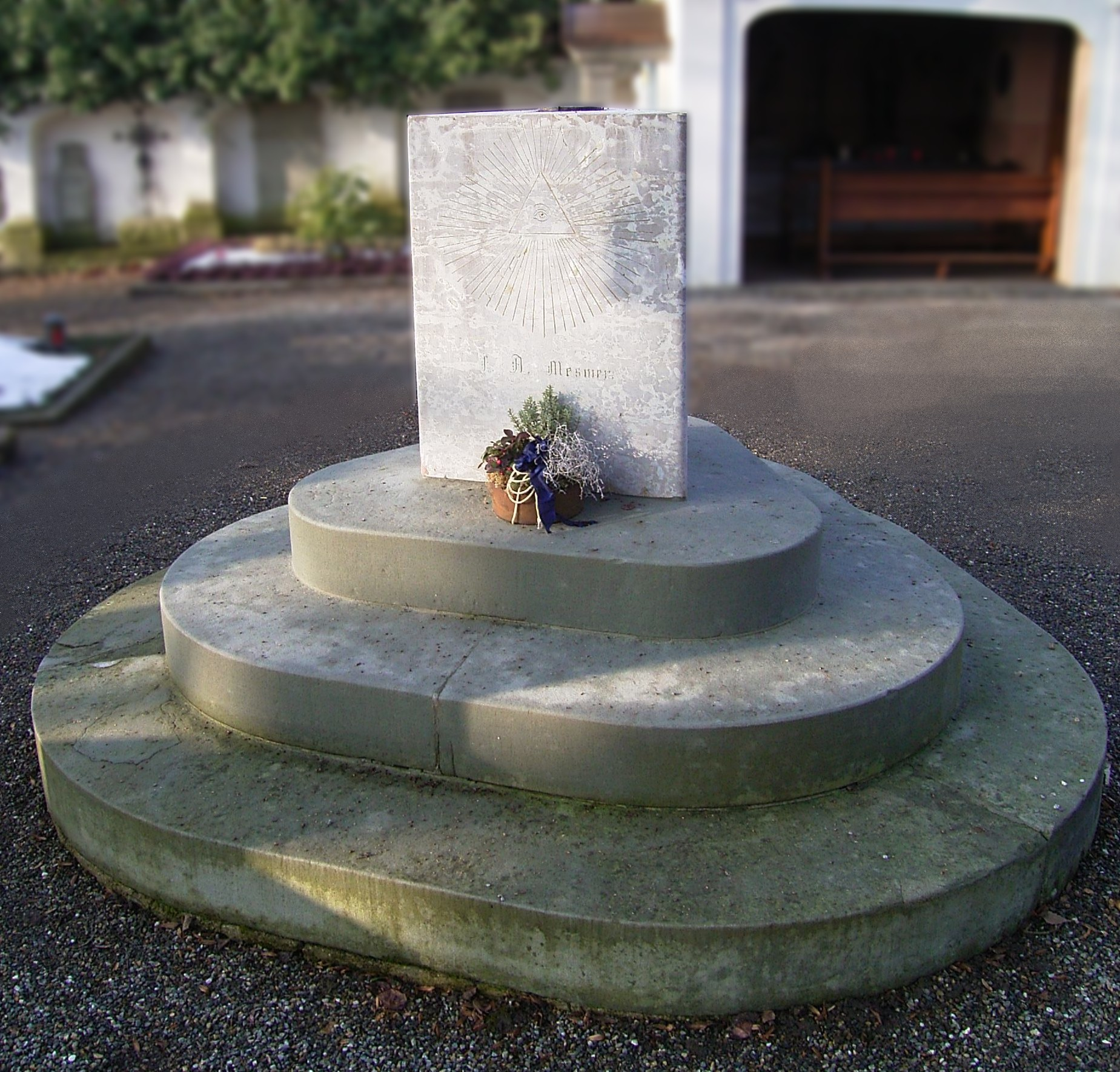
Sepultura de Mesmer, no cemitério em Meersburg, Alemanha.

Em 1802, Mesmer decidiu deixar a França, passando a residir em Meersburg, no Sul da Alemanha. Mudou-se anos depois, em 1809, para a cidade suíça de Frauenfeld. Nesta época, muitos achavam que ele já havia morrido. Um grupo de médicos da Academia de Berlim redescobriu o seu paradeiro, mas, já com setenta e cinco anos, Mesmer não aceitou acompanhá-los.[carece de fontes?]
No ano de 1812, Mesmer recebeu um emissário de Berlim, o doutor Karl Christian Wolfart, encarregado de solicitar "a comunicação de todos os fatos, retificações e esclarecimentos desse importante tema". Como resultado, foi publicado naquela cidade, no ano de 1814, Mesmerismo ou sistema das interações, teoria e aplicação do magnetismo animal como a medicina geral para a preservação da saúde do homem. Segundo o seu editor, o doutor Wolfart, tratava-se de uma compilação dos artigos, anotações e pensamentos de Mesmer sobre Ciência, Filosofia, Educação e outros,  constituindo-se nas suas reminiscências.[carece de fontes?]
Em 1815, Mesmer faleceu, lúcido até aos últimos dias de seus oitenta e um anos, na cidade de Meersburg, Suábia, nas proximidades do lago de Constança, atual Alemanha.[carece de fontes?]

## Tentativas de reabilitação póstuma
No ano de 1821, realizaram-se notáveis experiências de magnetismo (registradas em relatórios) por meio dos magnetizadores du Potet e Robouam, sob a direção dos doutores Alexandre Bertrand (1795-1831), Henri-Marie Husson (1772-1853) e Récamier (1774-1852), e na presença de trinta outros médicos.
Em 1826 foi nomeada, depois de calorosos debates, uma nova comissão pela Academia de Medicina de Paris para novamente analisar o magnetismo animal, com doze membros, depois reduzida para nove: Bourdois de la Mothe, Foucquier, Guéneau de Mussy, Guersant, Itard, Husson, Leroux, Marc e Thillaye.[carece de fontes?]
Em sessões de 21 e 28 de junho de 1831, foi lido pelo relator, doutor Husson, e aprovado, o relatório da comissão da Academia de Medicina favorável ao magnetismo animal, após cinco anos de pesquisas e numerosas experimentações registradas. No entanto, o relatório não foi publicado. Depois de assinado, foi arquivado na Academia.[carece de fontes?]
Em 1835, outro grupo de pesquisadores ligados à Faculdade de Medicina de Paris, como Marquês de Puységur, Charles Deslon, Barão du Potet e Millet, retomaram o assunto, dedicando-se ao chamado "sonambulismo", e a outros fenômenos provocados pela ação do agente magnético de Mesmer, novamente sem sucesso.[carece de fontes?]